# 阿贝无畸变目镜
阿贝无畸变目镜（OR式目镜）采用四片组结构，由一块三胶合透镜和一块平凸透镜组成，其中三胶合透镜中间的一块为负透镜。阿贝无畸变目镜能够很好地消除球差、色差，还消除了畸变，视场约为40-45度，特别适用于高倍率的观测，如观察行星的表面。这种目镜是由德国物理学家恩斯特·阿贝于1880年发明的。